# Dhangethi
Dhangethi is een van de bewoonde eilanden van het Alif Dhaal-atol behorende tot de Maldiven.

## Demografie
Dhangethi telt (stand maart 2007) 408 vrouwen en 436 mannen.